# 盧冠軒
盧冠軒（1995年4月2日—）是臺灣男子籃球運動員，場上位置為後衛，現效力於台灣職業籃球大聯盟新竹御嵿攻城獅。盧冠軒擁有泰雅族血統，畢業於國立臺灣師範大學。2019年夏天效力全国男子篮球联赛安徽莆田兴发。2022年7月8日，盧冠軒加盟T1聯盟臺中葳格太陽。2023年7月底參加2024年奧運男籃資格賽亞洲區預選賽代表隊訓練，歷經兩週集訓之後，中華民國籃球協會因為安全考量不參加該賽事，讓代表隊成員歸建母隊。10月16日，臺中太陽宣布解散。11月4日，P. LEAGUE+新竹攻城獅宣布補進盧冠軒。
2025年3月23日因右腳踝骨折，2024–25年賽季確定報銷。

## 外部連結
- 盧冠軒在fiba.basketball（英语）
- 盧冠軒在archive.fiba.com（archived）（英语）
- 盧冠軒在fiba3x3.com（英语）
- 盧冠軒在P. LEAGUE+
- 盧冠軒在台灣職業籃球大聯盟
- 盧冠軒在Eurobasket.com（球員）（英语）
- 盧冠軒在Flashscore（英语）